# Estación das Mercês
La Estación Ferroviaria de Mercês, también conocida como Estación de Mercês, es una estación de ferrocarriles de la Línea de Sintra, que sirve a la zona de Tapada das Mercês, en el ayuntamiento de Sintra, en Portugal.

## Descripción

### Localización
La estación se encuentra junto a la Avenida Miguel Torga, en la parroquia de Algueirão - Mem Martins.

### Vías de circulación y plataformas
Presentaba, en enero de 2011, tres vías de circulación, teniendo dos 226 metros de extensión, y la restante, 220 metros; las plataformas tenían todas 221 metros de longitud y 90 centímetros de altura.

## Historia

### Inauguración
El trazado original de la Línea de Sintra, entre las Estaciones de Alcântara-Terra y Sintra, donde esta plataforma se sitúa, entró en explotación el 2 de abril de 1887.

### Siglo XX
Esta plataforma recibió, en conjunto con la Estación de Amadora, el sexto premio del concurso de ajardinamiento de la Línea de Sintra de 1934.